# Dornsperger (Adelsgeschlecht)

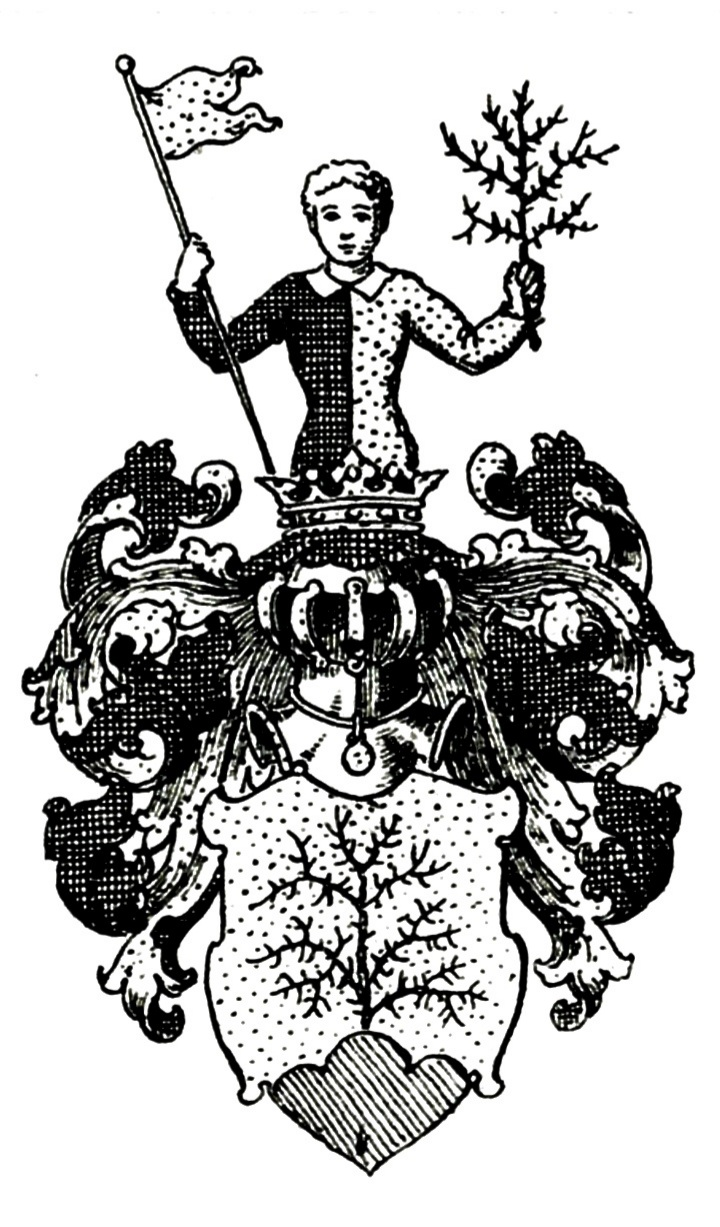
Wappen der Dornsperger (von Dornsperg)

Die Dornsperger (auch Dornsberger, Dornsperger von Dornsperg oder von Dornsperg) waren ein altes, in den Städten des Bodensees blühendes Ratsherrengeschlecht, das im 16. Jahrhundert in den rittermäßigen Reichsadels- und im 17. Jahrhundert in den Freiherrenstand aufstieg. Im 16. Jahrhundert stellte es auch einen Reichsabt. 

## Geschichte
Konrad Dornsperger genannt Schilher († 1541) urkundete 1483 als Landrichter, später als Bürgermeister von Überlingen. Er wurde als Gesandter der Reichsstadt auf dem Reichstag zu Augsburg (1530) von Kaiser Karl V. zum Ritter geschlagen und vom Kaiser am 15. September 1532 zu Augsburg in den rittermäßigen Reichsadelsstand erhoben. Gebhart Dornsperger war 1526 bis 1556 als Gebhart II. Reichsabt von Petershausen. Er war in politisch bewegten Zeiten der Reformation Oberhaupt des Konvents zu Petershausen: 1528 suchte Abt Gebhart II. Dornsperger Schutz in Überlingen, wohin auch Klosterarchiv und Kirchenschatz verlegt wurden. Abt Gebhart schickte 1529 seinen Vetter, den Überlinger Ratsherren Kaspar Dornsberger, zur Tagung des Schwäbischen Bundes in Ulm, wo er den Landvogt und weitere königliche Räte traf. 1530 vertrieb die Stadt Konstanz den Konvent und ließ einen Teil des Klosters abbrechen. Die Kirche wurde im Bildersturm verwüstet. Als die Habsburger 1548 die Stadt zur Rekatholisierung zwangen, plünderten ihre Soldaten das Kloster. Erst 1556 kehrten Abt und Konvent in die verwüsteten Klostergebäude in Petershausen zurück.

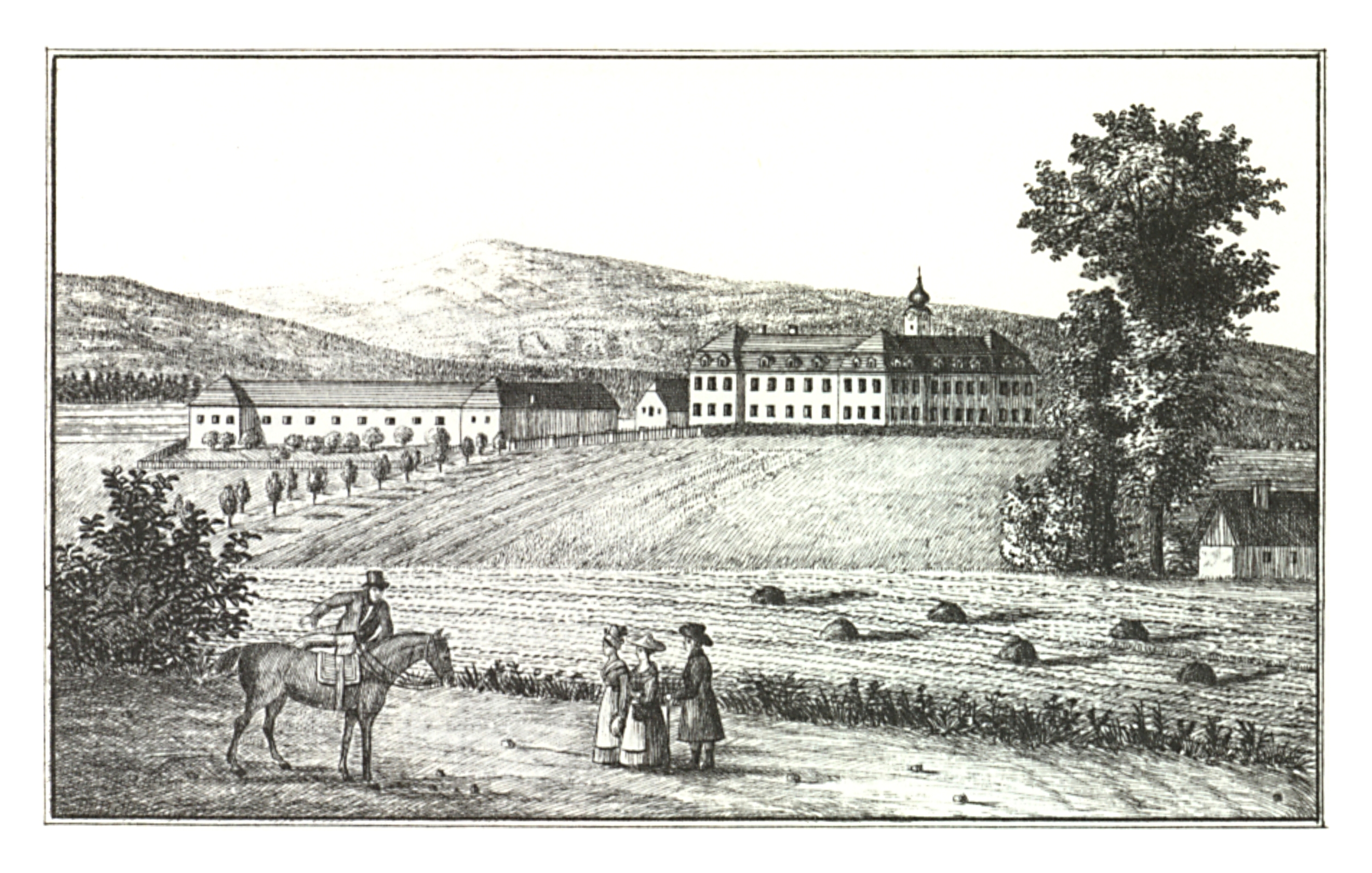
Schloss Dorneck im Marburger Kreis (1825)

Konrad Dornsperger wurde von Kaiser Ferdinand I. am 12. Januar 1562 zu Prag „von Neuem“ in den Reichsadelsstand erhoben und war 1574 erzherzoglicher Freilandrichter in Hegau und Madach. Jeremias Dornsperger war 1605 Landschreiber zu Stockach, Hektor Dornsperger war 1615 Stadtsyndikus zu Konstanz, wo Andreas Dornsperger 1630 Domherr war.
Johann Kaspar Dornsperger, innerösterreichischer Regierungskanzler, erhielt am 30. Juni 1627 zu Wien den Prädikatsnamen „von Dornsperg“ (Dornsperger von Dornsperg) und die Genehmigung zur Auslassung seines bisherigen Familiennamens Dornsperger.
Johann Kaspar von Dornsperg erhielt 1628 die steirische, 1630 die krainische und 1647 die kärntische Landmannschaft. 1689 gehörte Dorneck in der Steiermark und Gülten zu Mettersdorf zum Besitz.
Johann Kaspar von Dornsperg, innerösterreichischer Regierungsrat, erhielt am 24. Juni 1693 zu Wien den Freiherrenstand mit der Anrede „Wohlgeboren“ und ad personam den Titel „kaiserlicher Rat“.

## Wappen
Das redende Wappen zeigt in Gold auf grünem (grauem) Dreiberg einen dürren schwarzen Dornstrauch (der beim Freiherrenwappen von 1693 aus goldener Krone wächst).
Auf dem Helm mit schwarz-goldenen Decken ein wachsender barhäuptiger Jüngling (beim Freiherrenwappen mit schwarz-goldener Stirnbinde) in senkrecht von Schwarz und Gold geteilter Kleidung, mit der Rechten eine von Schwarz und Gold geteilte oder goldene Fahne, mit der Linken den Dornstrauch haltend. Historische Darstellungen zeigen den Kopf auch mit Hut bedeckt.
Das Wappen (seit der Erhebung in den Freiherrenstand 1681) der Freiherren Raßler von Gamerschwang ist eine Wappenvereinigung Raßler und Dornsperger. Es ist geviert und belegt mit einem roten Herzschild, darin der goldene Buchstabe L (als Reverenz für Kaiser Leopold I.). Felder 1 und 4: In Rot ein mit einer roten Lilie belegter goldener Mittelsparren (abgeleitet vom Stammwappen). Felder 2 und 3: In Gold auf grauem Dreiberg ein dürrer Dornstrauch (Familienwappen der Maria Barbara, geb. von Dornsperg).

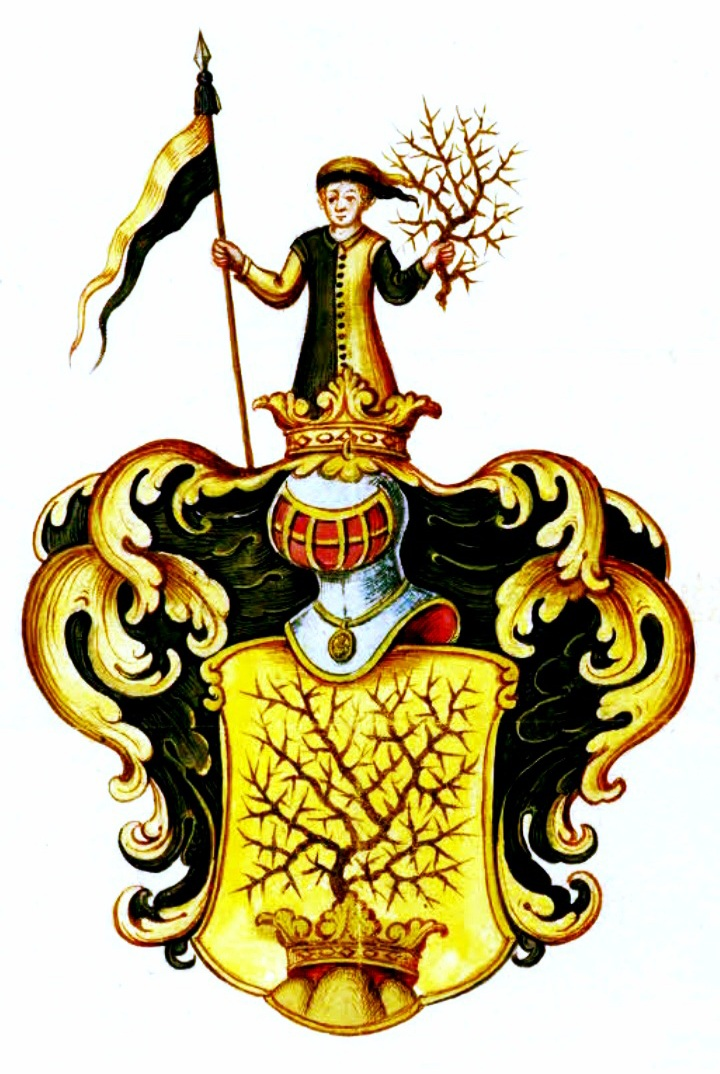
Wappen der Freiherren von Dornsperg, 1693
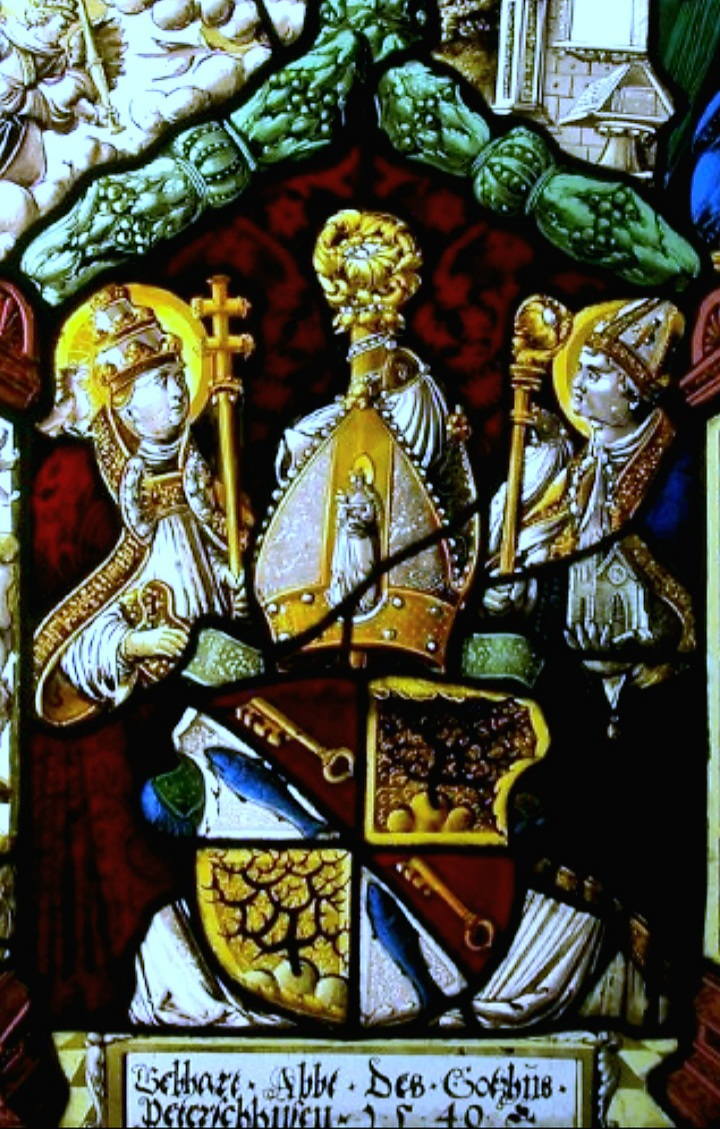
Wappen des Gebhart II. Dornsperger als Reichsabt von Petershausen (1526–1556), 1540
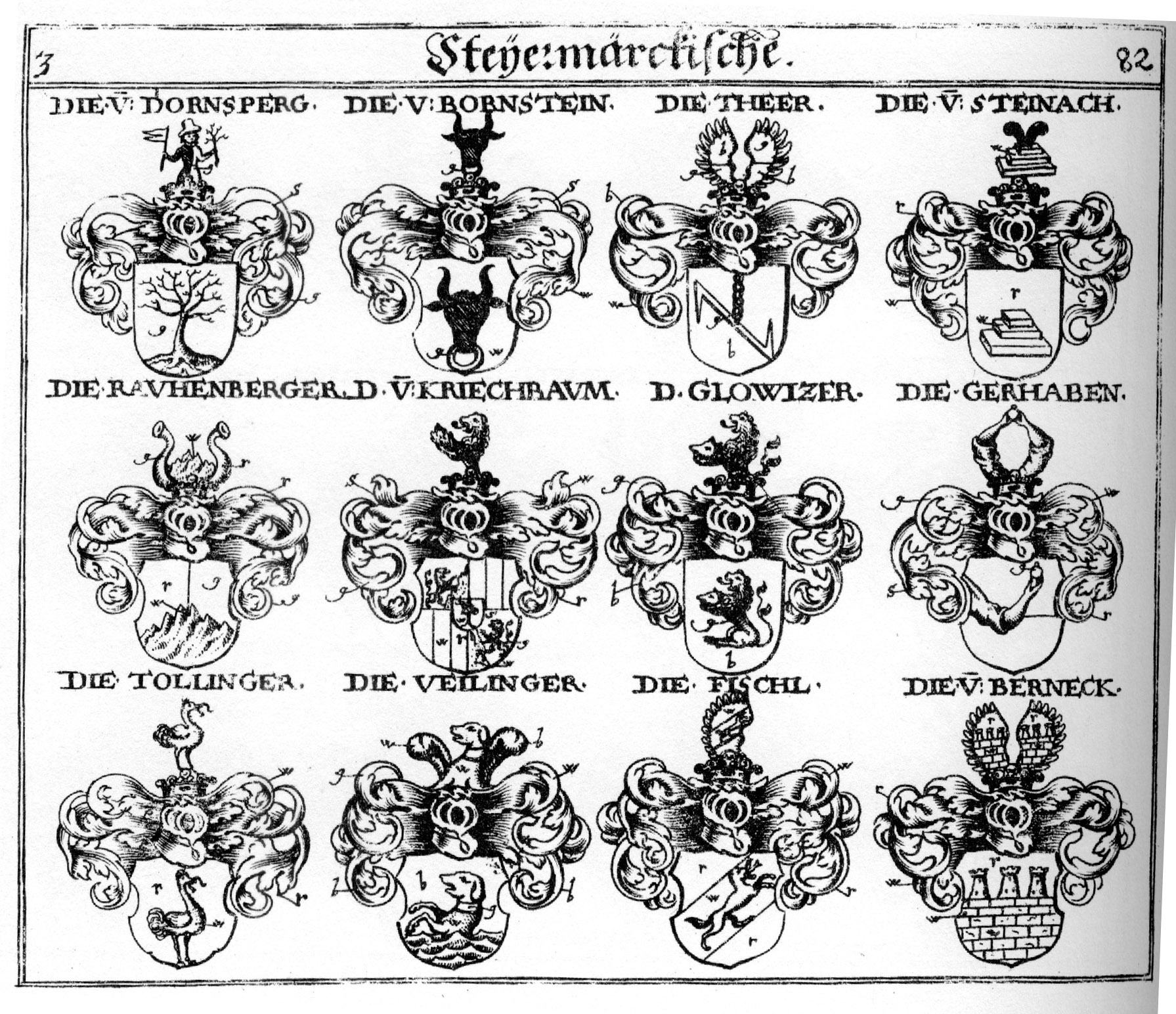
Wappen derer von Dornsperg in Johann Siebmachers Wappenbuch, Nachfolgeband 3 um 1701/05, Tafel 82, Steiermärkischer Adel